# Larkino (Kaliningrad)
Larkino (russisch Ларькино, deutsch Neuhof) ist ein verlassener Ort im Rajon Neman der russischen Oblast Kaliningrad.
Die Stelle des ehemaligen Ortszentrums befindet sich an der Kommunalstraße 27K-187 zwischen Schilino (Szillen) (vier Kilometer südöstlich) und Kanasch (Jurgitschen/Königskirch) (vier Kilometer nordwestlich). Zwei Kilometer südlich befindet sich der ehemalige Ortsteil Fadejewo (Neuhof-Hohenberg).

## Geschichte
Neuhof mit den Ortsteilen Groß-Neudorf und Klein-Neudorf ist auf der Schrötterkarte von 1802 eingezeichnet. 1874 wurde die Landgemeinde Neuhof namensgebend für einen neu gebildeten Amtsbezirk im Kreis Ragnit. 1885 bestand die Landgemeinde Neuhof aus den Wohnplätzen Groß Neuhof, Klein Neuhof, Neuhof-Grüneiten, Neuhof-Hohenberg und Neuhof-Neuendorf. 1931, nun im Kreis Tilsit-Ragnit, wurde die Landgemeinde Kluickschwethen (s. u.) an die Landgemeinde Neuhof angeschlossen.
1945 kam der Ort in Folge das Zweiten Weltkriegs mit dem nördlichen Ostpreußen zur Sowjetunion. 1950 erhielt er den russischen Namen Larkino und wurde dem Dorfsowjet Schilinski selski Sowet im Rajon Sowetsk zugeordnet. Der ehemalige Ortsteil Neuhof-Hohenberg wurde aber eigenständig mit dem Namen Fadejewo. Larkino wurde vor 1975 aus dem Ortsregister gestrichen.

### Einwohnerentwicklung
| Jahr | Einwohner | Bemerkungen |
| ---- | --------- | --- |
| 1867 | 154       | |
| 1871 | 148       | |
| 1885 | 155       | davon in Groß Neuhof 45, in Klein Neuhof 40, in Neuhof-Grüneiten 11, in Neuhof-Hohenberg 35, in Neuhof-Neuendorf 24 |
| 1905 | 159       | davon in Neuhof-Hohenberg 52, in Neuhof-Neuendorf 28                                                                |
| 1910 | 171       | |
| 1933 | 155       | einschließlich Kluickschwethen                                                                                      |
| 1939 | 141       | |

### Kluickschwethen (Klugwettern)
54° 55′ 46″ N, 21° 51′ 44″ O
Kluickschwethen, zunächst Klaiszwethen, Kluiszwethen oder Kluischwethen genannt, war um 1780 ein meliertes Dorf mit sechs Feuerstellen. 1874 wurde die Landgemeinde Kluickschwethen dem neu gebildeten Amtsbezirk Neuhof zugeteilt. 1931 wurde die Landgemeinde Kluickschwethen an die Landgemeinde Neuhof (s. o.) angeschlossen. Dort wurde der Ortsteil 1938 in Klugwettern umbenannt.
Laut Karte gehörten nach 1945 Überbleibsel des Ortes (ein Haus?) zunächst noch mit zu Fadejewo.

#### Einwohnerentwicklung
| Jahr | Einwohner | Bemerkungen                 |
| ---- | --------- | --------------------------- |
| 1867 | 61        |                             |
| 1871 | 64        | davon im Ausbau 24          |
| 1885 | 54        |                             |
| 1905 | 51        | davon 36 litauischsprachige |
| 1910 | 45        |                             |

### Amtsbezirk Neuhof 1874–1945
Der Amtsbezirk Neuhof wurde 1874 im Kreis Ragnit eingerichtet. Er bestand zunächst aus 20 Landgemeinden (LG). Seit 1922 gehörte der Amtsbezirk zum Kreis Tilsit-Ragnit.
| Name                       | Änderungsname von 1938    | Russischer Name nach 1945 | Bemerkungen |
| -------------------------- | ------------------------- | ------------------------- | --- |
| Blindupönen                | Weidenfließ (Ostpr.)      |                           | |
| Groß Oschkinnen            | Großossen                 | Ostaschewo                | kam etwa 1900 zum Amtsbezirk Jurgaitschen, wurde 1931 an die LG Lieparten angeschlossen, blieb als Ortsteil dabei im Amtsbezirk Jurgaitschen |
| Grüneiten-Schunwillen      | Argenau                   | Jurjewo                   | 1905 bis 1938 Schunwillen |
| Kartzauningken             |                           | Roschtschino              | wurde 1931 mit der LG Schillgallen-Kiauschen zur neuen LG Fichtenwalde zusammengeschlossen                                                   |
| Katzenduden                | Duden (1906)              | Krutschinino              | |
| Kluickschwethen            | Klugwettern               |                           | 1931 zur LG Neuhof |
| Lepalothen [Ksp Szillen]   | Siebenkirchberg           | Schtscherbakowo           | |
| Lieparten                  |                           | Loparjowo                 | |
| Neuhof                     |                           | Larkino                   | |
| Oschnaggern                | Aggern                    | Kamyschewka               | |
| Padaggen                   | Brandenhof (1933)         | Lasarewo                  | |
| Papuschienen [Ksp Szillen] | Buschdorf (Ostpr.)        |                           | |
| Puppen                     |                           |                           | kam etwa 1900 zum Amtsbezirk Jurgaitschen |
| Retheney                   | Rethen                    |                           | 1938 zur LG Finkental (Ostpr.) (ex Skrebudicken)                                                                                             |
| Schacken-Jedwillen         | Feldhöhe                  | Jermolowo                 | |
| Schillgallen-Kauschen      |                           | Kaschirino                | wurde 1931 mit der LG Kartzauningken zur neuen LG Fichtenwalde zusammengeschlossen                                                           |
| Schlekeiten                | Schlecken                 | Torfjanowka               | |
| Skrebudicken               | Finkental (Ostpr.) (1936) | Minino                    | |
| Uszlauszen                 | Eichenhorst (1936)        |                           | |
| Wilkerischken              | Wilkenau                  |                           | |

1935 wurden die Landgemeinden in Gemeinden umbenannt. Im Januar 1945 gehörten dem Amtsbezirk Neuhof noch die 15 Gemeinden Aggern, Argenau, Brandenhof, Buschdorf (Ostpr.), Duden, Eichenhorst, Feldhöhe, Fichtenwalde, Finkental (Ostpr.), Lieparten (teilweise), Neuhof, Schlecken, Siebenkirchberg, Weidenfließ (Ostpr.) und Wilkenau an. Davon ist noch der ehemalige Ortsteil Neuhof-Hohenberg (heute Fadejewo) besiedelt.

## Kirche
Neuhof gehörte zum evangelischen Kirchspiel Jurgaitschen.